# Plastisches Theater Hobbit
Das Plastische Theater Hobbit ist ein privates Theater in Würzburg, geleitet wird es von Prinzipalin Jutta Schmitt. Die Inszenierungen reichen von animierten Puppen, Figuren, Dingen und Objekten bis hin zu filmischen Projektionen und Schattenspiel. Die Puppenbühne entwickelt eigene Theaterstücke und adaptiert bekannte Geschichten für Kinder im festen Haus und auf Tournee. Im Abendprogramm werden Stücke für Jugendliche und Erwachsene angeboten. Aus  traditionellen Formen des Puppentheaters werden moderne Spielformen für die Kontinuität einer alten animierten Theaterform im 21. Jahrhundert erarbeitet. Theater entsteht im Augenblick. Die Aktionen, auch die der taktilen Handlungen, entstehen und wirken in Echtzeit. Der Bezug der Prinzipalin zur modernen bildenden Kunst fließt in das Bühnengeschehen mit ein. Jutta Schmitt stellt ihr bildnerisches Werk national und international aus. Im Foyer des Plastischen Theaters Hobbit gibt es wechselnde Kunstausstellungen.

## Geschichte
Das Hobbit wurde 1976 in Würzburg als fahrende Bühne von Bernd Kreußer gegründet. Mit der Zeit kamen Jutta Schmitt und die Musiker Rainer Schwander und Bernhard  Goltz hinzu. Die Bühne errang Bekanntheit im regionalen Raum und spielte auf Festen, in Kindergärten und Schulen. Erste Einladungen auf Festivals in Deutschland und Europa mit den Stücken "Heinrich wohin?", "Woyzeck" "Üchtel Üchtel" u. a. Im Laufe der Zeit war der nördlichste Spiel- und Arbeitspunkt Uema in Schweden, der westlichste Caen in der Normandie, der südlichste Mumbai in Indien und der östlichste Ulaanbaatar in der Mongolei. Bernd Kreußer wurde 1989 Stipendiat am Institute International de la Marionette in Charleville/France. Ausbildung in Regie und Szenografie. 1985 eröffnete das erste feste Haus Hobbit Puppentheater am Neunerplatz. Nach zweijährigem Umbau wurde 1993 schlussendlich das Plastische Theater Hobbit im Petrinigewölbe in der Münzstr. 1 mit dem Stück die "Felix Fechenbach Collage" eingeweiht. Jutta Schmitt und Bernd Kreußer inszenierten seitdem ihre eigenen Geschichten, in eigener Ausstattung im festen Haus. Außerdem begrüßten sie im Laufe der Jahre zahlreiche Gastkünstler wie die Fraunhofer Saitenmusik, Christian Bollmann, Aruna, Schwander/Goltz Duo, Börte, Omega Theater, Frachtraum Theater, Free winds, Ögonblicksteatern, Compagnie FOS, Rudi Zapf und viele andere Kollegen aus dem Berufsverband der Puppenspieler. 2013 verstarb Principal Bernd Kreußer. Mit der Unterstützung von Corina Röder führt Jutta Schmitt das Theater und inszeniert jährlich bis zu drei neue Stücke.

## Ehrungen und Auszeichnungen
- 1990: Preis für Szenographie Bielsko-Biała Festival in Polen
- 2002: Kulturpreis des Bezirkes Unterfranken
- 2010: Kulturmedaille der Stadt Würzburg

## Spielstätte
- Historischer Gewölbekeller mit 90 Sitzplätzen im Petersbau